# 1948년 월드 시리즈
1948년 월드 시리즈(1948 World Series)는 1948년에 치러진 메이저 리그 베이스볼(MLB)의 제45회 월드 시리즈로, 아메리칸 리그 우승팀 클리블랜드 인디언스와 내셔널 리그 우승팀 보스턴 브레이브스가 맞붙었다. 보스턴 브레이브스는 '미라클 브레이브스'라고 불린 선수단이 월드 시리즈 우승을 차지했던 1914년 이후 처음으로 내셔널 리그 정규 시즌 우승을 차지한 반면, 클리블랜드 인디언스는 아메리칸 리그 순위 결정전에서 보스턴 레드삭스를 꺾으며 보스턴을 연고로 한 두 팀이 월드 시리즈에서 마주칠 가능성을 무마시킨 뒤 시리즈에 나섰다. 클리블랜드의 인기 스타였던 투수 밥 펠러가 시리즈에서 두 차례 선발 등판했으나 승리를 거두지 못했음에도 불구하고, 인디언스는 6차전까지 가는 승부 끝에 1920년 이후 팀 역사상 두 번째 월드 시리즈 우승을 차지했으며, 이해 우승은 지금까지도 인디언스의 마지막 월드 시리즈 우승이기도 하다.
해당 해 월드시리즈의 텔레비전 중계는 전년도에 비해 확대되었으나, 당시 텔레비전 매체가 아직 초기 단계에 있었기 때문에 중계는 철저히 지역에 한정되어 있었다. 이 시리즈는 NBC, CBS, ABC, 듀몽(DuMont) 등 전국 방송망과 제휴한 어떤 채널에서도 송출이 가능했으나, 보스턴에서 열린 경기는 미국 동북부 지역에서만 시청할 수 있었다. 시리즈가 클리블랜드로 이동한 후에는 시카고, 피츠버그, 밀워키, 세인트루이스, 디트로이트, 톨레도 등의 도시에서도 처음으로 중계되었다.
이 월드시리즈는 1947년부터 1958년 사이에 열린 시리즈 중 유일하게 뉴욕 팀이 출전하지 않은 대회였으며, 뉴욕 팀이 우승하지 못한 마지막 월드시리즈이기도 했다. 이후 뉴욕 팀이 우승하지 못한 시리즈는 1957년(밀워키로 연고지를 이전한 브레이브스가 뉴욕 양키스를 꺾고 우승)까지 없었다. 양 팀은 이후 1995년 월드시리즈에서 다시 맞붙었고, 이때는 애틀랜타로 이전한 브레이브스가 승리를 거두었다.

## 시리즈 결과

### 1차전
1948년 10월 6일, 미국 매사추세츠주 보스턴, 브레이브스 필드
| 팀                                      | 1 | 2 | 3 | 4 | 5 | 6 | 7 | 8 | 9 | R | H | E |
| 클리블랜드 인디언스                     | 0 | 0 | 0 | 0 | 0 | 0 | 0 | 0 | 0 | 0 | 4 | 0 |
| 보스턴 브레이브스                       | 0 | 0 | 0 | 0 | 0 | 0 | 0 | 1 | x | 1 | 2 | 2 |
| 승리 투수: 조니 세인 패전 투수: 밥 펠러 |   |   |   |   |   |   |   |   |   |   |   |   |

### 2차전
1948년 10월 7일, 미국 매사추세츠주 보스턴, 브레이브스 필드
| 팀                                      | 1 | 2 | 3 | 4 | 5 | 6 | 7 | 8 | 9 | R | H | E |
| 클리블랜드 인디언스                     | 0 | 0 | 0 | 2 | 1 | 0 | 0 | 0 | 1 | 4 | 8 | 1 |
| 보스턴 브레이브스                       | 1 | 0 | 0 | 0 | 0 | 0 | 0 | 0 | 0 | 1 | 8 | 3 |
| 승리 투수: 밥 레몬 패전 투수: 워런 스판 |   |   |   |   |   |   |   |   |   |   |   |   |

### 3차전
1948년 10월 8일, 미국 오하이오주 클리블랜드, 클리블랜드 스타디움
| 팀                                              | 1 | 2 | 3 | 4 | 5 | 6 | 7 | 8 | 9 | R | H | E |
| 보스턴 브레이브스                               | 0 | 0 | 0 | 0 | 0 | 0 | 0 | 0 | 0 | 0 | 5 | 1 |
| 클리블랜드 인디언스                             | 0 | 0 | 1 | 1 | 0 | 0 | 0 | 0 | x | 2 | 5 | 0 |
| 승리 투수: 진 비어든 패전 투수: 번 빅퍼드 (0–1) |   |   |   |   |   |   |   |   |   |   |   |   |

### 4차전
1948년 10월 9일, 미국 오하이오주 클리블랜드, 클리블랜드 스타디움
| 팀 | 1 | 2 | 3 | 4 | 5 | 6 | 7 | 8 | 9 | R | H | E |
| 보스턴 브레이브스                                                                                               | 0 | 0 | 0 | 0 | 0 | 0 | 1 | 0 | 0 | 1 | 7 | 0 |
| 클리블랜드 인디언스                                                                                             | 1 | 0 | 1 | 0 | 0 | 0 | 0 | 0 | x | 2 | 5 | 0 |
| 승리 투수: 스티브 그로멕 패전 투수: 조니 세인 (1–1) 홈런: BOS – 마브 리커트 (7회 1점) CLE – 래리 도비 (3회 1점) |   |   |   |   |   |   |   |   |   |   |   |   |

### 5차전
1948년 10월 10일, 미국 오하이오주 클리블랜드, 클리블랜드 스타디움
| 팀 | 1 | 2 | 3 | 4 | 5 | 6 | 7 | 8 | 9 | R  | H  | E |
| 보스턴 브레이브스 | 3 | 0 | 1 | 0 | 0 | 1 | 6 | 0 | 0 | 11 | 12 | 0 |
| 클리블랜드 인디언스 | 1 | 0 | 0 | 4 | 0 | 0 | 0 | 0 | 0 | 5  | 6  | 2 |
| 승리 투수: 워런 스판 패전 투수: 밥 펠러 홈런: BOS – 밥 엘리엇 (1회 3점), 빌 살킬드 (6회 1점) CLE – 데일 미첼 (1회 1점), 짐 헤건 (4회 3점) |   |   |   |   |   |   |   |   |   |    |    |   |

### 6차전
1948년 10월 11일, 미국 매사추세츠주 보스턴, 브레이브스 필드
| 팀                                                                                          | 1 | 2 | 3 | 4 | 5 | 6 | 7 | 8 | 9 | R | H  | E |
| 클리블랜드 인디언스                                                                         | 0 | 0 | 1 | 0 | 0 | 2 | 0 | 1 | 0 | 4 | 10 | 0 |
| 보스턴 브레이브스                                                                           | 0 | 0 | 0 | 1 | 0 | 0 | 0 | 2 | 0 | 3 | 9  | 0 |
| 승리 투수: 밥 레몬 패전 투수: 빌 보이셀 세이브: 진 비어든 (1) 홈런: CLE – 조 고든 (6회 1점) |   |   |   |   |   |   |   |   |   |   |    |   |

## 참고 문헌
- Cohen, Richard M.; Neft, David S. (1990). 《The World Series: Complete Play-By-Play of Every Game, 1903–1989》. New York: St. Martin's Press. 219–224쪽. ISBN 0-312-03960-3.
- Reichler, Joseph (1982). 《The Baseball Encyclopedia》 5판. Macmillan Publishing. 2156쪽. ISBN 0-02-579010-2.